# Udeopsylla robusta
Udeopsylla robusta är en insektsart som först beskrevs av Samuel Stehman Haldeman 1850.  Udeopsylla robusta ingår i släktet Udeopsylla och familjen grottvårtbitare. Inga underarter finns listade i Catalogue of Life.